# EBPL
EBPL (англ. Emopamil binding protein like) – білок, який кодується однойменним геном, розташованим у людей на 13-й хромосомі. Довжина поліпептидного ланцюга білка становить 206 амінокислот, а молекулярна маса — 23 204.
| 10         |  | 20         |  | 30         |  | 40         |  | 50         |
| ---------- |  | ---------- |  | ---------- |  | ---------- |  | ---------- |
| MGAEWELGAE |  | AGGSLLLCAA |  | LLAAGCALGL |  | RLGRGQGAAD |  | RGALIWLCYD |
| ALVHFALEGP |  | FVYLSLVGNV |  | ANSDGLIASL |  | WKEYGKADAR |  | WVYFDPTIVS |
| VEILTVALDG |  | SLALFLIYAI |  | VKEKYYRHFL |  | QITLCVCELY |  | GCWMTFLPEW |
| LTRSPNLNTS |  | NWLYCWLYLF |  | FFNGVWVLIP |  | GLLLWQSWLE |  | LKKMHQKETS |
| SVKKFQ     |  |            |  |            |  |            |  |            |

A: Аланін

C: Цистеїн

D: Аспарагінова кислота

E: Глутамінова кислота

F: Фенілаланін

G: Гліцин

H: Гістидин

I: Ізолейцин

K: Лізин

L: Лейцин

M: Метіонін

N: Аспарагін

P: Пролін

Q: Глутамін

R: Аргінін

S: Серин

T: Треонін

V: Валін

W: Триптофан

Задіяний у такому біологічному процесі, як альтернативний сплайсинг. 
Локалізований у мембрані, ендоплазматичному ретикулумі.